# Дідіма

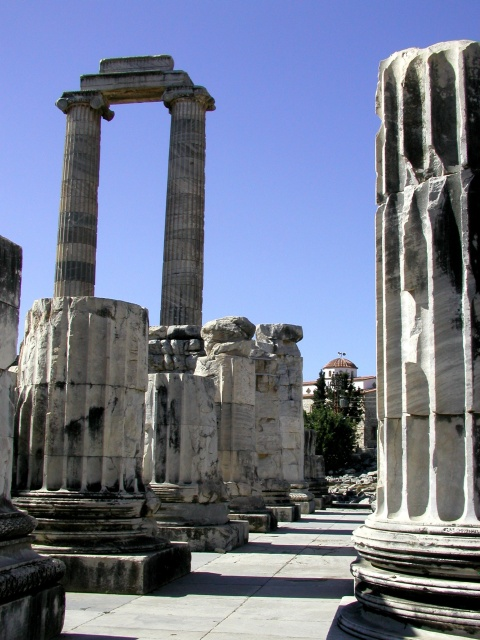

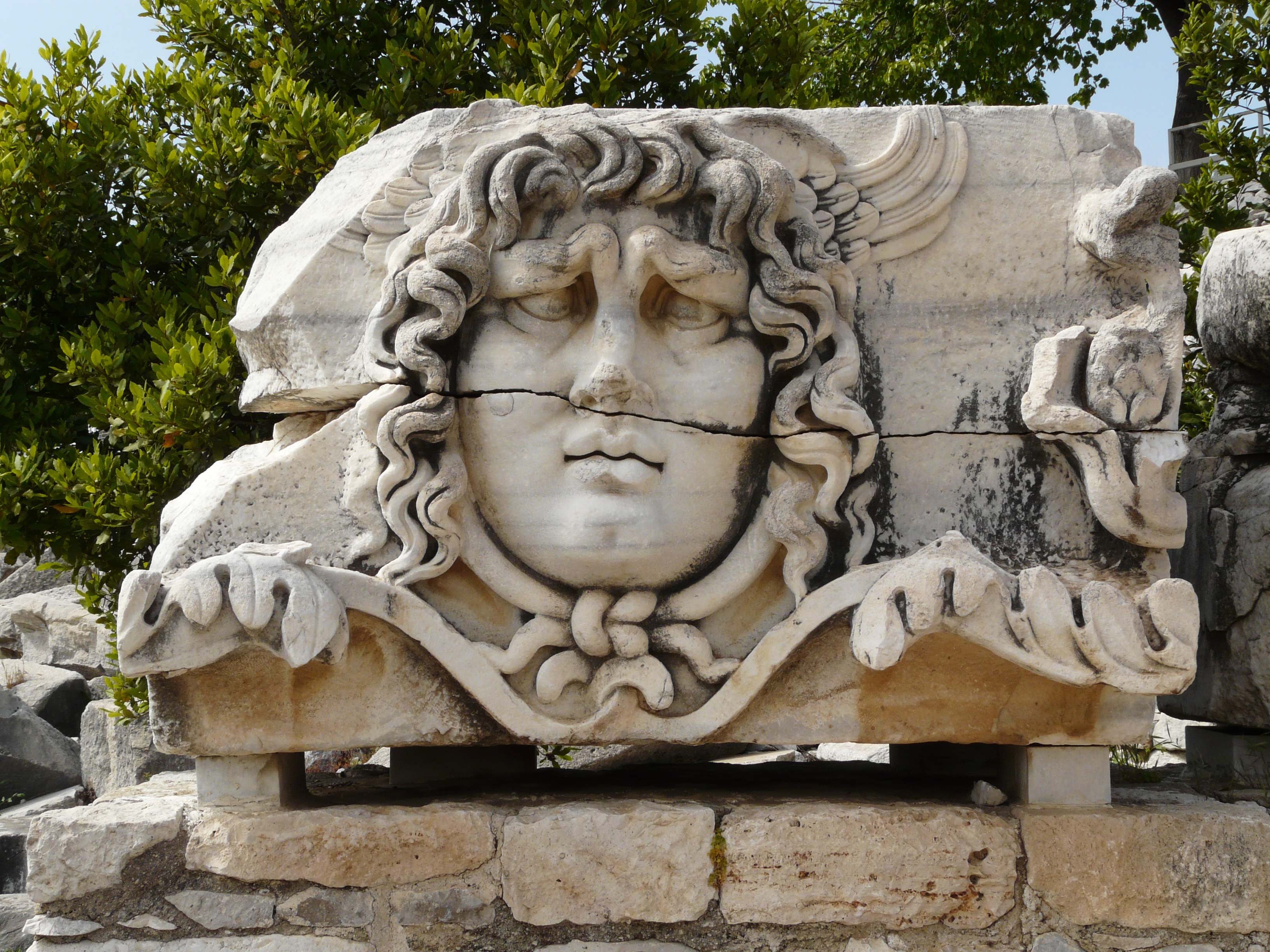

Дідіма, Дідіми, Дідімайон (дав.-гр. Δίδυμα) — античне місто, яке існувало в давнину на західному узбережжі Малої Азії, на нинішній території Туреччини.
Місто Дідіма, що знаходиться поблизу сучасного турецького міста Дідім, було відоме своїм величезним храмом бога Аполлон, одним з найбільших в Іонії, зі священним оракулом.. Наразі храм Аполлона в Дідімі належить до найбільших споруд часів античності.
Дідіма була створена поблизу великого торгового і морського центру Іонії-Мілету, з яким її пов'язували як морське сполучення, так і прокладена в IV столітті до н. е. «священна дорога».
Згідно з легендою, тут на місці, де знаходився оракул, красуня Лето народила від Зевса сина, бога Аполлона. Пізніше тут Аполлон постав перед місцевим пастухом, якого звали Бранх, і наділив останнього даром пророкування. жрецький рід Бранхідів, які очолювали храмове господарство до початку греко-перських війн, пізніше жерцями тут ставали вихідці з почесних родин Мілету.
За деякими відомостями, Дідіма була заснована на початку I тисячоліття до н. е. Вже до VII століття до зв. е. храмовий оракул набуває міжнародної популярності. Як повідомляє Геродот, подарунки храму надсилали єгипетський фараон Нехо II і лідійський цар Крез. При археологічних розкопках біля храму було виявлено численні священні дари, передані храму паломниками. Геродот також повідомляє, що цар Персії Дарій I після придушення грецького повстання в Іонії і падіння Мілету в 494 році до н. е. осквернив і пограбував храм та оракул у Дідімі. За повідомленнями Страбона і Павсанія, перський цар Ксеркс I після поразки своїх військ у битві при Платеях в 479 році до н. е. наказав зруйнувати оракул. Жерці-бронхіди добровільно видали персам накопичені у храмі скарби, після чого поїхали до Персії. Археологічні пошуки виявили біля храму сліди пожеж, які стосуються періоду 494—479 років до зв. е., проте встановлено, що у наступні 150 років тут велося велике (мабуть, відновлювальне) будівництво.
В останній третині IV століття до н. е. храм і оракул, насамперед автономні, входять до складу поліса Мілет. Мілет проводить роботи з розширення храму Аполлона і призначає своїх представників до храму як віщунів і жерців. За часів володарювання Риму у Малій Азії Юлій Цезар розширює права храму (зокрема і право на надання притулку). Калігула робить спробу присвоєння храму, а також закінчення його будівництва. Траян будує «священну дорогу», що з'єднала Дідиму з Мілетом (близько 100-го року), і викладає її на території святилища кам'яними плитами. З 177 року Комомод наказує поклонятися у храмі його обожнюваному образу.
Попри те, що будівництво храму в Дідімі тривало понад 600 років, воно так і не було завершено. Страбон повідомляє, що, зважаючи на його величезні розміри, над храмом не було покладено дах. Також і стіни храму не були піддані остаточному поліруванню. Їх покривають численні, античного періоду, видряпані малюнки та знаки. На території храму, до будівництва його останньої версії, вчені виявили два його попередні виконання, з яких перший належить приблизно до 700 року до н. е., другий — до VI століття до н. е. Будівництво нинішнього, добре збереженого храму почалося в елліністичну епоху, близько 330 року до н. е. Зведення святилища здійснювалося під проводом найбільшого архітектора свого часу Пеонія Ефеського. Храм мав дві колонади — зовнішню, що складалася з 10×21 колон, і внутрішню, з 8х19 колон. Колонади знаходяться на семиступеневому постаменті (Стереобаті). Вхід у храм — у його східній частині; до нього ведуть кам'яні сходи з 14 сходинок. Стилобат, нижня частина храмової будови має розміри 51×109 метрів. 120 іонічних колон мають висоту 197 метрів. У їхній верхній частині архітрив утворює фриз із зображеннями левових постатей, голів Горгони-Медузи та щупалець. Деякі з них можна побачити біля входу та в наші дні. Усередині храму знаходиться двір ('адітон'), у західній частині якого була розташована будівля розміром 8,24×14,23 метра, що вкривала священне прісноводне джерело. При будівництві використовувалася полігональна кладка.. На південь від храму знаходився стадіон, в якому, починаючи з 200 року до н. е., відбувалися змагання та боротьба. Щаблі стилобату служили глядачам сидіннями.
Поряд з Дельфами, Додоною і Кларосом, Дідіма була одним із найвідоміших храмових оракулів Стародавньої Греції. Як проходило пророцтво, точно не встановлено. Відомо лише, що вимовлялося воно жерцем у віршованій формі. Останній період процвітання храм у Дідімі пережив у I—II століттях зв. е. У IV столітті пророча діяльність оракула припиняється. У пізньоантичний час Дідіма стає єпископською резиденцією, від імператора Юстиніан I вона отримує почесне ім'я Юстиніанополіс. У раннє Середньовіччя місто занепадає. У X—XII століттях тут знову єпископський центр, у місті ведеться церковне будівництво. У VII і XV століттях місто піддається руйнівним землетрусам: останній стає причиною того, що мешканці залишають Дідіму. Знову заселятися це місто починає лише у XVIII столітті.
Археологічні дослідження проводяться в Дідимі починаючи з XVIII століття — англійськими, французькими, а потім і німецькими вченими. Знахідки, зроблені тут, можна побачити в Британському музеї, в Луврі і в берлінському Пергамському музеї.